# ياب دي هوب شيفر
ياب دي هوب شيفر (مواليد 3 أبريل 1948) هو سياسي ودبلوماسي هولندي عضو في حزب النداء الديمقراطي المسيحي، شغل منصب الأمين العام لحلف الناتو من يناير 2004 حتى أغسطس 2009.